# Oliver Hegi
Oliver Nicola Hegi (Villmergen, 20 de marzo de 1993) es un deportista suizo que compite en gimnasia artística. Ganó cuatro medallas en el Campeonato Europeo de Gimnasia Artística entre los años 2016 y 2018.

## Palmarés internacional
| Campeonato Europeo | Campeonato Europeo    | Campeonato Europeo | Campeonato Europeo   |
| Año                | Lugar                 | Medalla            | Prueba               |
| ------------------ | --------------------- | ------------------ | -------------------- |
| 2016               | Berna (Suiza)         | Medalla de bronce  | Concurso por equipos |
| 2017               | Cluj-Napoca (Rumania) | Medalla de plata   | Barra fija           |
| 2018               | Glasgow (Reino Unido) | Medalla de oro     | Barra fija           |
| 2018               | Glasgow (Reino Unido) | Medalla de bronce  | Paralelas            |